# لورينزو واشنطن
لورينزو واشنطن (بالإنجليزية: Lorenzo Washington)‏ هو لاعب كرة قدم أمريكية أمريكي، ولد في 2 ديسمبر 1986 في لوجانفيل في الولايات المتحدة.

## وصلات خارجية
- لورينزو واشنطن على موقع مرجع كرة القدم المحترفة.كوم (الإنجليزية)